# Margaretha de Prades
Margaretha de Prades (circa 1395 - Bonrepòs, 23 juli 1429) was van 1409 tot 1410 koningin van Aragón en Sicilië. Ze behoorde tot huis Barcelona.

## Levensloop
Margaretha was de dochter van Peter van Aragón, baron van Entenza, en Johanna van Cabrera.
Op 17 september 1409 huwde de toen ongeveer 14-jarige Margaretha met koning Martinus I van Aragón (1358-1410), een neef in de tweede graad van haar vader. Martinus had al zijn kinderen uit zijn eerste huwelijk met Maria de Luna overleefd en moest een tweede maal huwen om voor wettige nakomelingen te zorgen. Margaretha was zes maanden koningin van Aragón en Sicilië, totdat haar echtgenoot in maart 1410 overleed. Zijn dood leidde tot een tweejarig interregnum dat in 1412 eindigde met het Compromis van Caspe, waarbij Ferdinand van Castilië, zoon van Martinus' zus Eleonora, aangesteld werd tot de nieuwe koning van Aragón.
Margaretha bleef ongeveer vier jaar weduwe en hertrouwde rond 1415 met Johan van Vilaragut. Ze beviel het jaar nadien in het geheim van een zoon Johan Hieronymus (1416-1452). Nadat Johan in 1422 overleed, trok ze zich terug in het klooster van Bonrepòs, waar Margaretha in juli 1429 overleed.
- Catàleg d'autoritats de noms i títols de Catalunya: 981058614677206706
- International Standard Name Identifier: 0000 0003 9493 0534
- Library of Congress Control Number: n2006072041
- Nederlandse Thesaurus van Auteursnamen: 172283574
- Système universitaire de documentation: 114110654
- Virtual International Authority File: 289517363
- WorldCat: E39PBJmp83fYtjJjMbBmjPvbVC